# تیم ملی بسکتبال زنان یونان
تیم ملی بسکتبال زنان یونان، نماینده یونان در مسابقات بین‌المللی بسکتبال زنان است.